# بوریس کارلوف
بوریس کارلوف (به انگلیسی: Boris Karloff) (زاده ۲۳ نوامبر ۱۸۸۷–۱۹۶۹) بازیگر اهل بریتانیا با نام تولد ویلیام هنری پرات (به انگلیسی: William Henry Pratt) بود.

## زندگی هنری

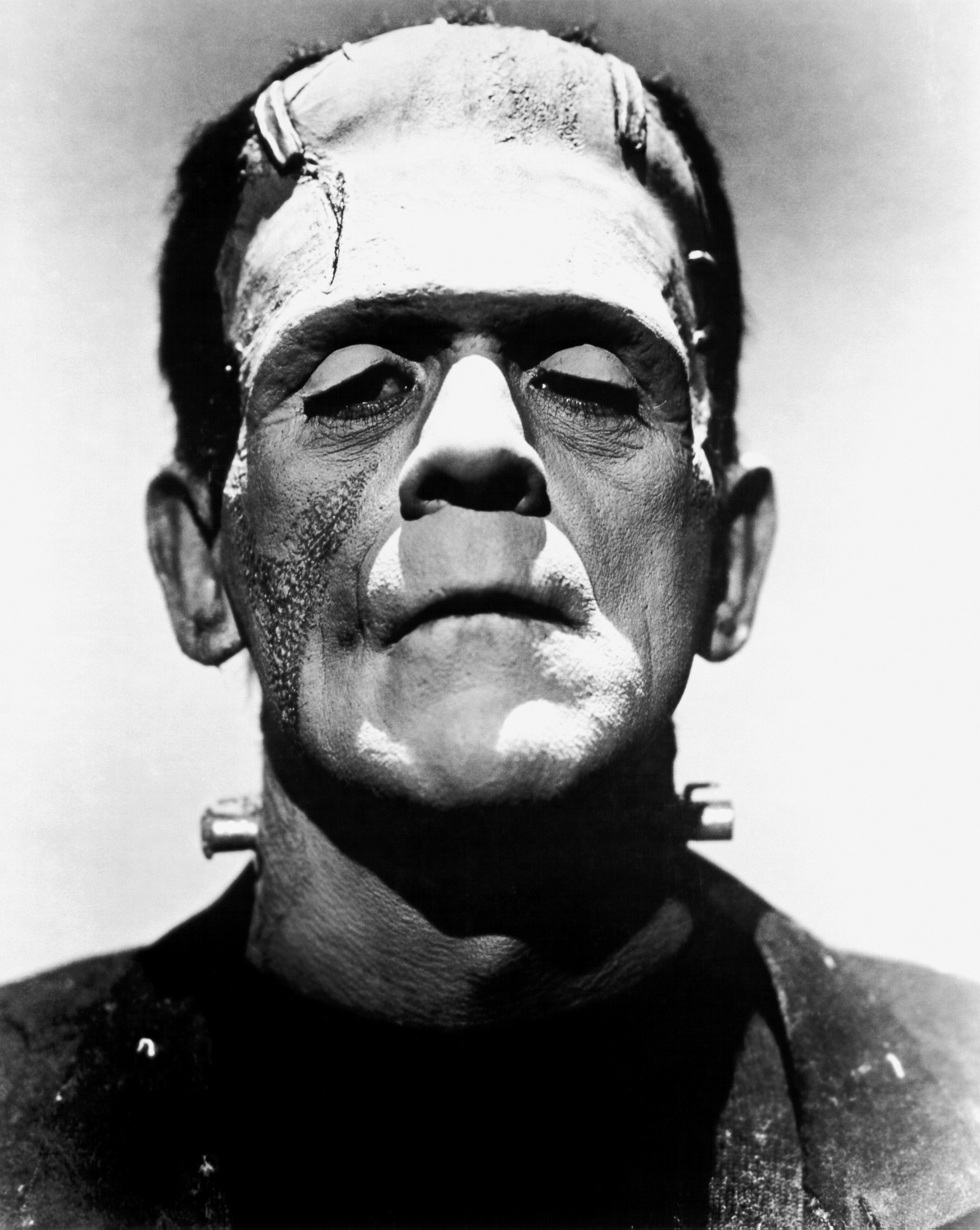
تصویر تبلیغاتی از بوریس کارلوف برای فیلم عروس فرانکشتان، در نقش هیولای فرانکشتاین

کارلوف بازیگر نقش هیولای بی‌نام سری فیلم‌های فرانکنشتاین در دهه ۱۹۳۰ است. وی شهرت خود را مدیون بازی در سه فیلم فرانکنشتاین (۱۹۳۱)، عروس فرانکنشتاین (۱۹۳۵) و پسر فرانکنشتاین (۱۹۳۹) بود. فرانکنشتاین را جیمز ویل در سال ۱۹۳۱ بر اساس رمانی به همین نام نوشته مری شلی ساخت. در این فیلم دانشمندی به نام فرانکنشتاین، موجودی خلق می‌کند که بر اثر برخورد غلط جامعه به هیولایی خطرناک بدل می‌شود.
کارلوف که بیشتر در فیلم‌های ترسناک بازی می‌کرد، با بازی در نقش گرینچ در فیلم چگونه گرینچ کریسمس را دزدید (۱۹۶۶) در نقشی غیرفرانکنشتاینی در خاطره‌ها مانده است. مومیایی (۱۹۳۲) و نقاب فومانچو (۱۹۳۲)، کلاغ سیاه (۱۹۶۳) و وحشت (۱۹۶۳)، هدف‌ها (۱۹۶۸) از دیگر فیلم‌های مطرح این بازیگر بریتانیایی است که حدود شش دهه در سینما فعال بود.

## بخشی از فیلم‌شناسی
- جمع اضداد محال است (۱۹۲۵)
- رقاص‌های پنج سنتی (۱۹۲۶)
- تارزان و شیر زرین (۱۹۲۷)
- پایان برگزیده (۱۹۳۱)
- مشکل دشوار (۱۹۳۱)
- فرانکنشتاین (۱۹۳۱)
- خانه تاریک قدیمی (۱۹۳۲)
- نقاب فو مانچو (۱۹۳۲)
- گربه سیاه (۱۹۳۴)
- عروس فرانکنشتاین (۱۹۳۵)
- به‌دام‌افتاده (۱۹۴۷)
- زندگی پنهان والتر میتی (۱۹۴۷)
- آبوت و کاستلو، بوریس کارلوف آدمکش را ملاقات می‌کنند (۱۹۴۸)
- پسر فرانکشتاین (۱۹۳۹)